# 류지민
류지민(한국 한자: 柳智旻, 2004년 4월 7일 ~ )은 대한민국의 축구 선수로, 포지션은 공격형 미드필더이다. 현재 K리그2 김포 FC 소속이다.